# 李靈龜
李靈龜，唐代宗室、楚王。
原濟南公李世都次子，贞观二年（628年），過繼楚王李智雲一脈。永徽年間歷任魏州（今河北大名縣）刺史，為政清正嚴明，奸賊盜匪不行。又開永濟渠入於新市，百姓都認為便利。
死後，兒子李福嗣繼位，降為公爵。李福之子李承況，任左羽林將軍，神龍三年（707年）參加重俊之變，敗死。

## 家族

### 妻
- 閻妃，結婚不滿一年即過世。
- 上官妃，秦州上邽县（今甘肃省天水市）人。右金吾卫将军上官懷仁之女，十八歲嫁給靈龜，侍奉公婆相當周到。靈龜死，上官氏主張讓閻妃與之合葬。喪期結束後，上官氏兄姊希望她改嫁，她欲持刀割鼻截耳自誓，兄姊遂不再逼她改嫁，不久過世。《两唐书》列女传有她的传记。

### 子
- 李福嗣

### 孫
- 李承业
- 李承況